# Sherman's March (film)
Pour les articles homonymes, voir Sherman's March.
Pour plus de détails, voir Fiche technique et Distribution.
Sherman's March: A Meditation on the Possibility of Romantic Love In the South During an Era of Nuclear Weapons Proliferation est un film documentaire américain écrit et dirigé par Ross McElwee, sorti en 1986.

## Synopsis
McElwee a initialement prévu de faire un film au sujet des effets de la marche du général William Tecumseh Sherman à travers la Géorgie et les Carolines (généralement appelée Marche de Sherman vers la mer) durant la guerre civile américaine.

## Fiche technique
- Titre : Sherman's March
- Réalisation : Ross McElwee
- Scénario : Ross McElwee
- Photographie : Ross McElwee
- Montage : Ross McElwee
- Son : Richard Bock et Ross McElwee
- Société de production : First Run Features (en)
- Pays :  États-Unis
- Genre: Documentaire
- Langue : anglais
- Durée : 157 minutes
- Sortie :
  - États-Unis : 13 novembre 1985 (Cambridge, Massachusetts) (première) ;  5 septembre 1986 (New York)